# لانس بروكس
لانس بروكس (بالإنجليزية: Lance Brooks)‏ هو منافس ألعاب قوى أمريكي، ولد في 1984 في نيو برلين في الولايات المتحدة.

## وصلات خارجية
- الموقع الرسمي
- لانس بروكس على موقع الاتحاد الدولي لألعاب القوى (الإنجليزية)
- لانس بروكس على موقع الاتحاد الأمريكي لسباقات المضمار والميدان (الإنجليزية)
- لانس بروكس على موقع الدوري الماسي (الإنجليزية)
- لانس بروكس على موقع أوليمبيديا (الإنجليزية)
- لانس بروكس على موقع اللجنة الأولمبية والبارالمبية الأمريكية (الإنجليزية)